# یک سیستم منطقی
یک سیستم منطقی، نسبتی و استقرایی (به انگلیسی: A System of Logic, Ratiocinative and Inductive) کتابی است که فیلسوف انگلیسی جان استوارت میل که سال ۱۸۴۳ منتشر کرده‌است.

## بررسی اجمالی
در این اثر، او پنج اصل استدلال استقرایی را که به روش‌های میل معروف هستند، تدوین کرد. این اثر در فلسفه علم اهمیت دارد و تا آن‌جا که اصول تجربی میل برای توجیه فلسفه‌های اخلاقی و سیاسی خود به کار می‌برد، تشریح می‌کند.
مقاله‌ای در «فلسفه زمان‌های اخیر» این کتاب را «تلاشی برای تبیین نظام روان‌شناختی منطق در چارچوب اصول تجربه‌گرایانه» توصیف کرده‌است».
این اثر برای تاریخ علم مهم بود، زیرا تأثیر زیادی بر دانشمندانی مانند دیراک داشت. یک سیستم منطقی تأثیری بر گوتلوب فرگه داشت که بسیاری از ایده‌های میل در مورد فلسفه ریاضیات را در کار خود با عنوان مبانی علم حساب سرزنش کرد.
میل کار اصلی را چندین بار، و در طول سی سال، در پاسخ به نقدها و تفسیرهای الکساندر بین، ویلیام هیول و دیگران اصلاح کرد.

## نسخه‌ها
- میل، جان استوارت، یک سیستم منطقی، انتشارات دانشگاه اقیانوس آرام، هونولولو، ۲۰۰۲،شابک ‎۱-۴۱۰۲-۰۲۵۲-۶

### نسخه‌های آنلاین
- ۱۸۴۳. کتاب‌های گوگل: جلد. من، جلد. II (نسخه اول)
- ۱۸۴۶. کتاب‌های گوگل: همه
- ۱۸۵۱. کتاب‌های گوگل: جلد. من، جلد. دوم گم‌شده؟ آرشیو اینترنت: جلد. من، جلد. دوم گم‌شده؟ (ویرایش سوم)
- ۱۸۵۸. کتاب‌های گوگل: همه
- ۱۸۶۲. کتاب‌های گوگل: جلد. من، جلد. II
- ۱۸۶۸. آرشیو اینترنت: جلد. من، جلد. II. همچنین جلد. من، جلد. II. همچنین جلد. من (چاپ هفتم)
- ۱۸۷۲. آرشیو اینترنت: جلد. من، جلد. II. همچنین نسخه HTML جزئی. (چاپ هشتم)
- ۱۸۸۲. آرشیو اینترنت: همه
- ۱۸۸۲. پروژه گوتنبرگ: همه